# Silberhorngletscher
Der Silberhorngletscher ist ein Gletscher in den Berner Alpen im Schweizer Kanton Bern in der Gemeinde Lauterbrunnen. Er ist einer von mehreren Gletschern an der Nordwestflanke der Jungfrau.

## Geographie
Der Silberhorngletscher beginnt zwischen dem Silberhorn und dem Goldenhorn, Nebengipfeln der Jungfrau, in einer Höhe von 3700 m ü. M. und fliesst 900 Meter gegen Nordwesten bis auf eine Höhe von 3020 m ü. M. gegen Stechelberg im Lauterbrunnental hinunter. Östlich angrenzend befindet sich der grössere Giessengletscher.
Das Schmelzwasser des Silberhorngletschers bildet den Mattenbach, der über die Weisse Lütschine, die Lütschine, die Aare und den Rhein in die Nordsee entwässert.
Rund 400 Höhenmeter unter dem Gletscher liegt die Silberhornhütte.